# CTI Móvil
CTI Móvil – międzynarodowy południowoamerykański operator telefonii komórkowej działający w Argentynie, Urugwaju i Paragwaju. Większościowym udziałowcem spółki jest meksykański koncern telekomunikacyjny América Móvil.